# Andherson Franklin Lustoza de Souza
Andherson Franklin Lustoza de Souza (ur. 3 listopada 1969 w Cachoeiro de Itapemirim) – brazylijski duchowny katolicki, biskup pomocniczy Vitórii od 2022.

## Życiorys
Święcenia kapłańskie przyjął 25 marca 2000 i został inkardynowany do diecezji Cachoeiro de Itapemirim. Pracował głównie jako duszpasterz parafialny. W 2016 został mianowany koordynatorem duszpasterstwa w diecezji.
22 grudnia 2021 papież Franciszek mianował go biskupem pomocniczym archidiecezji Vitória oraz biskupem tytularnym Tituli in Numidia. Sakry udzielił mu 19 lutego 2022 arcybiskup Dario Campos.